# Sankt-Peter-und-Sankt-Pauls-Felsen
Die Sankt-Peter-und-Sankt-Pauls-Felsen (portugiesisch: Arquipélago de São Pedro e São Paulo) sind eine etwa 960 km vor der Nordostküste Brasiliens im Atlantik gelegene kleine Gruppe kahler Felsinseln. Meteorologisch gesehen befindet sich der etwa 100 km nördlich des Äquators gelegene Archipel ganzjährig in der innertropischen Konvergenzzone.

## Geographie
Die Gruppe misst etwa 250 bis 300 m im Durchmesser und ist an ihrer höchsten Stelle (auf der größten Insel Belmonte) 18 m hoch. Sie weist eine Fläche von insgesamt 1,3 ha (0,013 km²) auf. Die nächstgelegene Insel ist das etwa 625 km südwestlich gelegene Fernando de Noronha.
Zur Inselgruppe gehören folgende Eilande:
- Ilha Belmonte (Sudoeste, südwestlich): 5380 m²
- Ilha Challenger (São Paulo, südöstlich): 3000 m²
- Ilha Nordeste (São Pedro, nordöstlich): 1440 m²
- Ilhota Cabral (Noroeste, nordwestlich): 1170 m²
- Ilhota Sul (Sul, südlich): 943 m²

sowie kleine Felsen wie Rocha Beagle und Rocha Pillar im Norden, Rocha Cambridge im Osten und Rocha Coutinho und Rocha Erebus im Süden. Auf keiner der Inseln gibt es Süßwasser.

## Geomorphologie

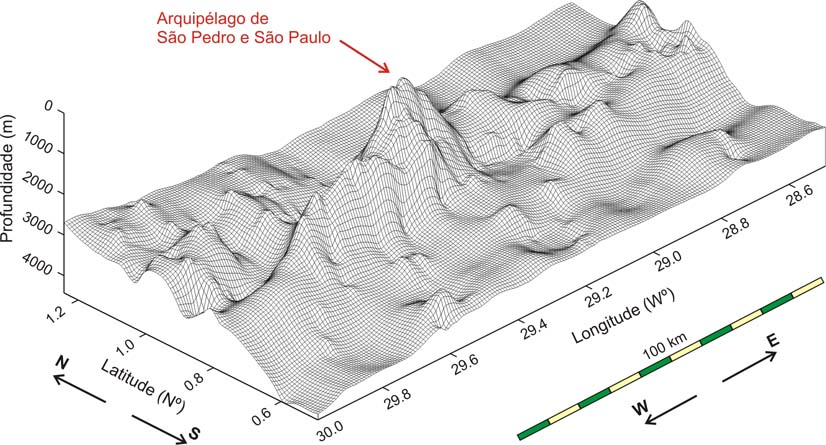
Untermeeresmorphologie des Nordrückens mit den Sankt-Peter-und-Sankt-Pauls-Felsen

Die Sankt-Peter-und-Sankt-Pauls-Felsen sind die Spitze einer großen Untermeereserhebung, die entlang der 3000-Meter-Tiefenlinie in Ost-West-Richtung 90 und in Nord-Süd-Richtung 21 Kilometer misst. Im Grundriss bildet dieses sigmoidal geformte, morphologische Hoch in etwa ein nach rechts verkipptes „S“, dessen Nord- und Südrand von Ost-West-orientierten Rückenstrukturen aufgebaut wird. Der Nordrücken mit der ihm aufsitzenden Inselgruppe ist höher als der Südrücken und ragt über dem Meeresspiegel auf. Der Südrücken erreicht knapp 1400 Meter Meerestiefe. Zwischen den beiden Rücken verläuft ein Grabenbruch, der tiefer als 2700 Meter liegt.

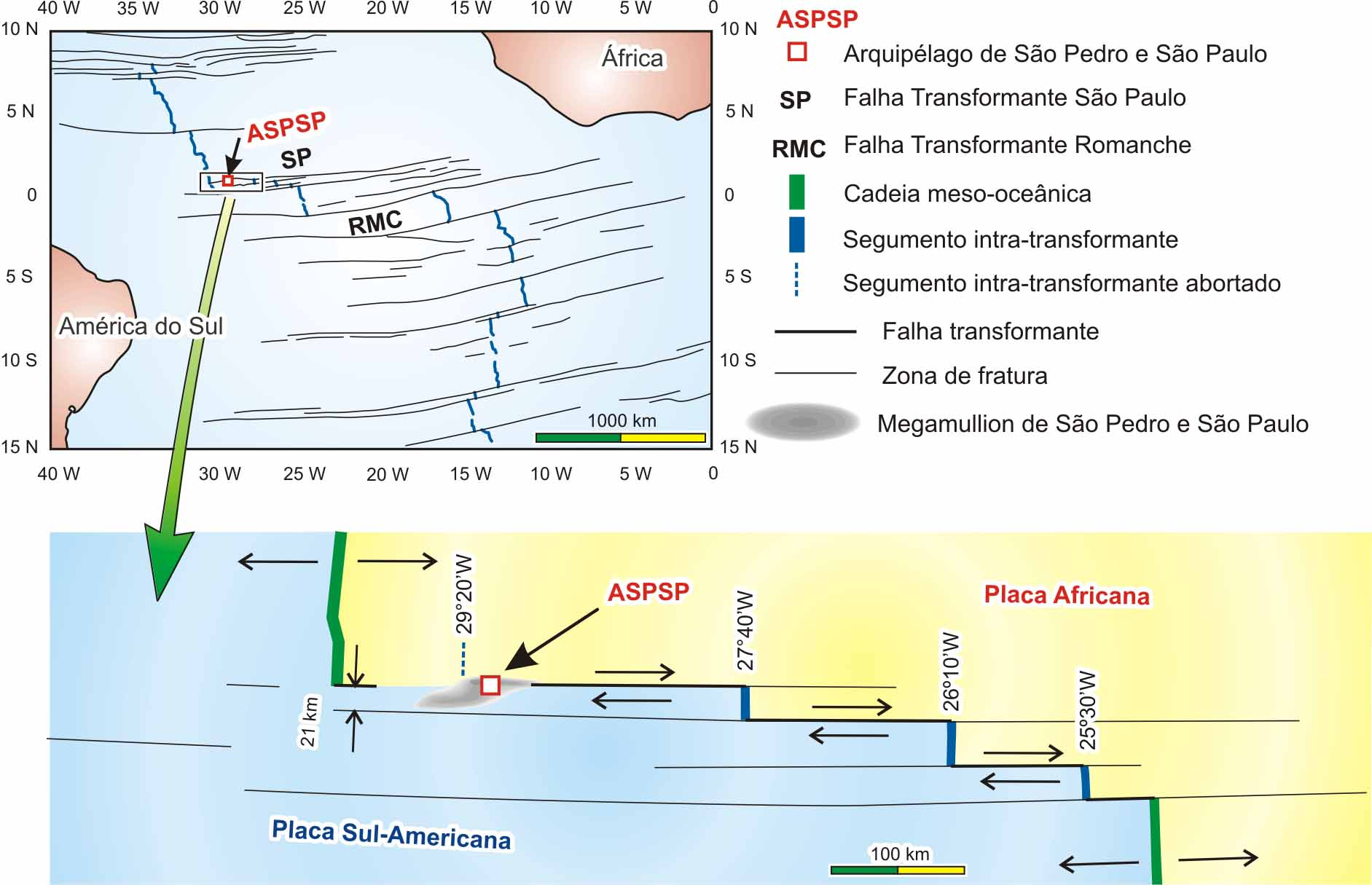
Karte zur Lokalisierung der Sankt-Peter-und-Sankt-Pauls-Felsen

Die geologisch als Megamullion interpretierte Hochstruktur gehört zum Nordrand der rund 90 Kilometer breiten, N 080-streichenden Sankt-Paul-Bruchzone, die den Mittelatlantischen Rücken stufenweise bis insgesamt 550 Kilometer nach Osten versetzt. Das nördliche, maximal nur 25 Kilometer breite Segment mit der Inselgruppe hat allein einen linksseitigen Versatz von 280 Kilometern. Der Nordrücken grenzt unmittelbar an die nördlichste Transformstörung innerhalb der Bruchzone. Der Mittelatlantische Rücken liegt etwa 120 Kilometer weiter westlich; bis zu seinem nach Osten versetzten Segment sind es 160 Kilometer.

## Geologie

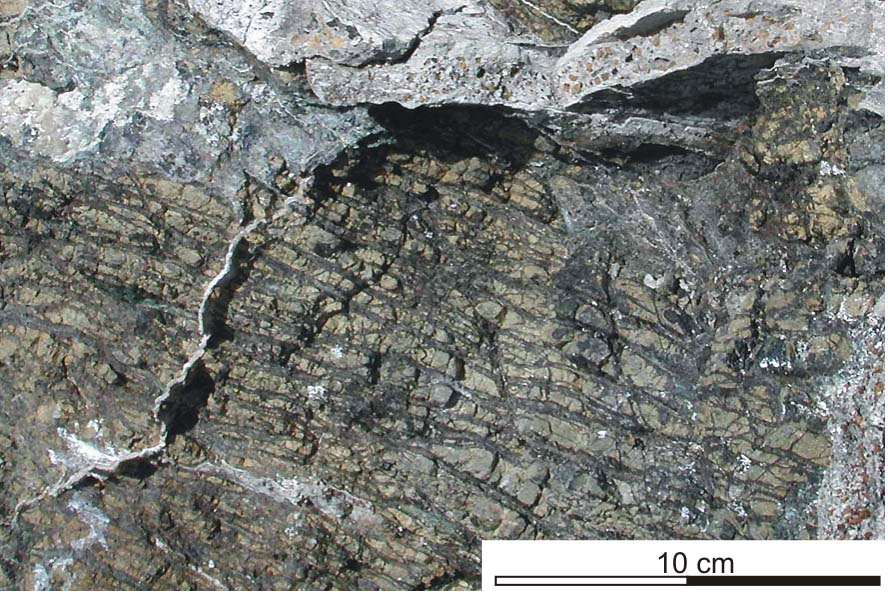
Serpentinitisierter und stark tektonisierter Peridotit von der Insel Belmonte

Im Gegensatz zu den meisten Inseln im Atlantik wie beispielsweise Island, Jan Mayen, den Azoren, Ascension und Tristan da Cunha, die alle rein vulkanischen Ursprungs sind, bestehen die Sankt-Peter-und-Sankt-Pauls-Felsen aus ultramafischem Mantelgestein (Peridotit). Bedingt durch die unmittelbare Nähe der die Bruchzone begrenzenden, nördlichen Randstörung wurde der Peridotit stark tektonisiert, mylonitisisiert und metasomatisch in Serpentinit umgewandelt. Der Nordrücken wird von zahllosen, steilstehenden Störungen in Ost-West-Richtung durchzogen, die neben rechtsseitigem Versatz gleichzeitig eine aufschiebende Komponente aufweisen und somit die tektonisch bedingte Aufpressung der Inselgruppe erklären. Die Störungen werden gelegentlich von gabbroischen Intrusionen begleitet, auch Laven traten an ihnen ab 1200 Meter Wassertiefe aus.
Die südwärts sich anschließende Grabenbruchzone wird von geringfügig deformiertem, serpentinitisiertem Peridotit unterlagert. Sie enthält basaltische Laven und Doleritintrusionen. Das Grabenbruchsystem dürfte als Pull-Apart entstanden sein.
Der Südrücken besteht wie der Graben aus undeformiertem, serpentinitisiertem Peridotit. Auf seiner Nordseite haben sich plattformartige Schwammkolonien angesiedelt und im Süden wurden Sedimente hinterlassen, welche einen verfestigten, kalkhaltigen Krustenüberzug auf den Serpentiniten bildeten.
Im Inneren der Challenger-Insel ist eine 40 × 70 Meter große Tasche mit quartären Sedimenten erhalten geblieben – die Sankt-Peter-und-Sankt-Paul-Formation. Die Formation wird in zwei Einheiten unterteilt, das Atobás-Member im Liegenden und das Viuvinhas-Member im Hangenden. Das Atobás-Member legt sich diskordant mit einem Transgressionskonglomerat aus eckigen bis gerundeten Peridotitgeröllen über den peridotitischen Unterbau. Die Klastengröße reduziert sich zum Hangenden über konglomeratische Arenite hin zu groben bis mittleren Areniten (Sandfraktion). Das nach einem Hiatus sedimentierte Viuvinhas-Member besteht aus Kalkareniten mit wiederaufgearbeiteten Klasten biogenen Ursprungs. Es setzt ebenfalls konglomeratisch ein und verliert dann zum Hangenden an Klastengröße.
Die Sankt-Peter-und-Sankt-Paul-Formation liefert Hinweise auf seismische Vorgänge während ihrer Ablagerung. Drei größere Ereignisse können ausgemacht werden:
| - am Ende des Atobás-Members: die Einheit wurde nach Südost verkippt und Brüche öffneten sich im Unterbau. Das diskordant folgende Viuvinhas-Member muss ebenfalls seismisch betroffen worden sein, da sich bis zu 1 Meter große Blöcke in seinem Basiskonglomerat finden. - am Ende des Viuvinhas-Members: das gesamte Schichtpaket der Sankt-Peter-und-Sankt-Paul-Formation wurde tektonisch verstellt. - nach Ende der Sedimentation: starke Zerrüttung des Unterbaus, welche sich bis in die Formation durchpauste und sich als Bereiche unterschiedlichen Einfallens zu erkennen gibt. |

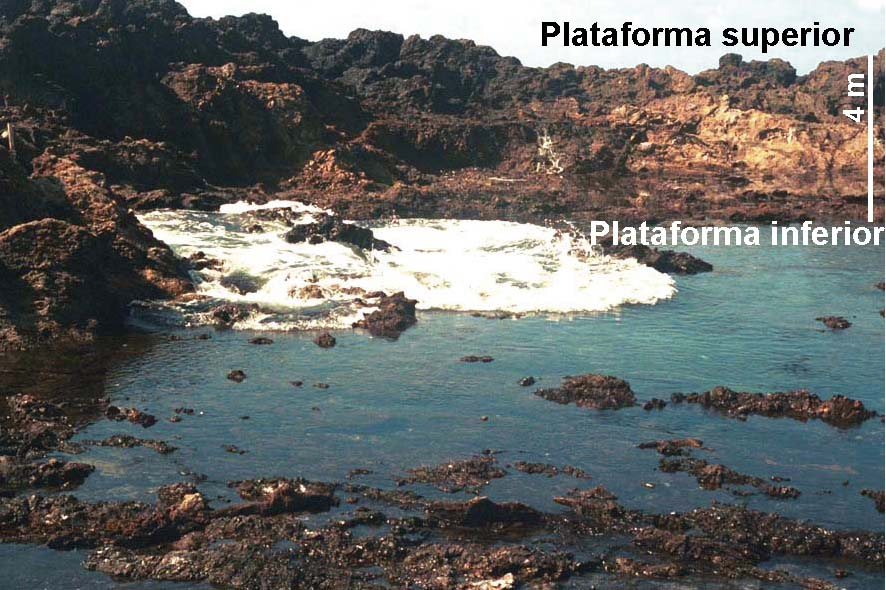
Zwei Abrasionsterrassen auf der Insel Belmonte

Auch jungpleistozäne bis holozäne Abrasionsterrassen lassen sich auf den Sankt-Peter-und-Sankt-Pauls-Felsen erkennen. So finden sich polymiktische Strandgerölle auf den Niveaus 3, 6, 9 und 15 Meter, in etwa vergleichbar mit den Verhältnissen im Fernando de Noronha-Archipel. Sie verdeutlichen ein ruckartiges Herausheben der Inselgruppe im oberen Quartär. So können die Terrassen des 6- und 9-Meter-Niveaus dem Flandrium (Holozän) zugeordnet werden und sind in etwa 6000 Jahre alt. Daraus berechnet sich eine recht hohe Hebungsrate von 1,5 Millimeter pro Jahr. Altersdatierungen mit der Radiokohlenstoffmethode an fossilen Korallen erbrachten vergleichbare Ergebnisse. Der Mantelperidotit dürfte bei normaler ozeanischer Krustendicke um 10 Kilometer angehoben worden sein. Dies bedeutet, dass die Heraushebung zirka 7 Millionen Jahre BP begann. Das eigentliche Inselstadium wurde jedoch erst im Jungpleistozän vor 100.000 bis 200.000 Jahren erreicht.

## Politische Zugehörigkeit
Brasilien unterhält auf den Inseln ein Leuchtfeuer und eine Hütte für militärisches Personal und Forscher. Administrativ gehören sie zum brasilianischen Bundesstaat Pernambuco, obwohl näher zum Festland des Staates Rio Grande do Norte gelegen.

## Tierwelt
Auf den Felsen brüten Seevögel wie Weißbauchtölpel (Sula leucogaster), Noddis (Anous stolidus) und Kleine Noddiseeschwalben (Anous minutus), außerdem leben dort Rote Klippenkrabben (Grapsus grapsus).

## Ereignisse
- Die Inseln wurden von Charles Darwin am 16. Februar 1832 während seiner Expedition mit der Beagle besucht.